# Joaquín Pro

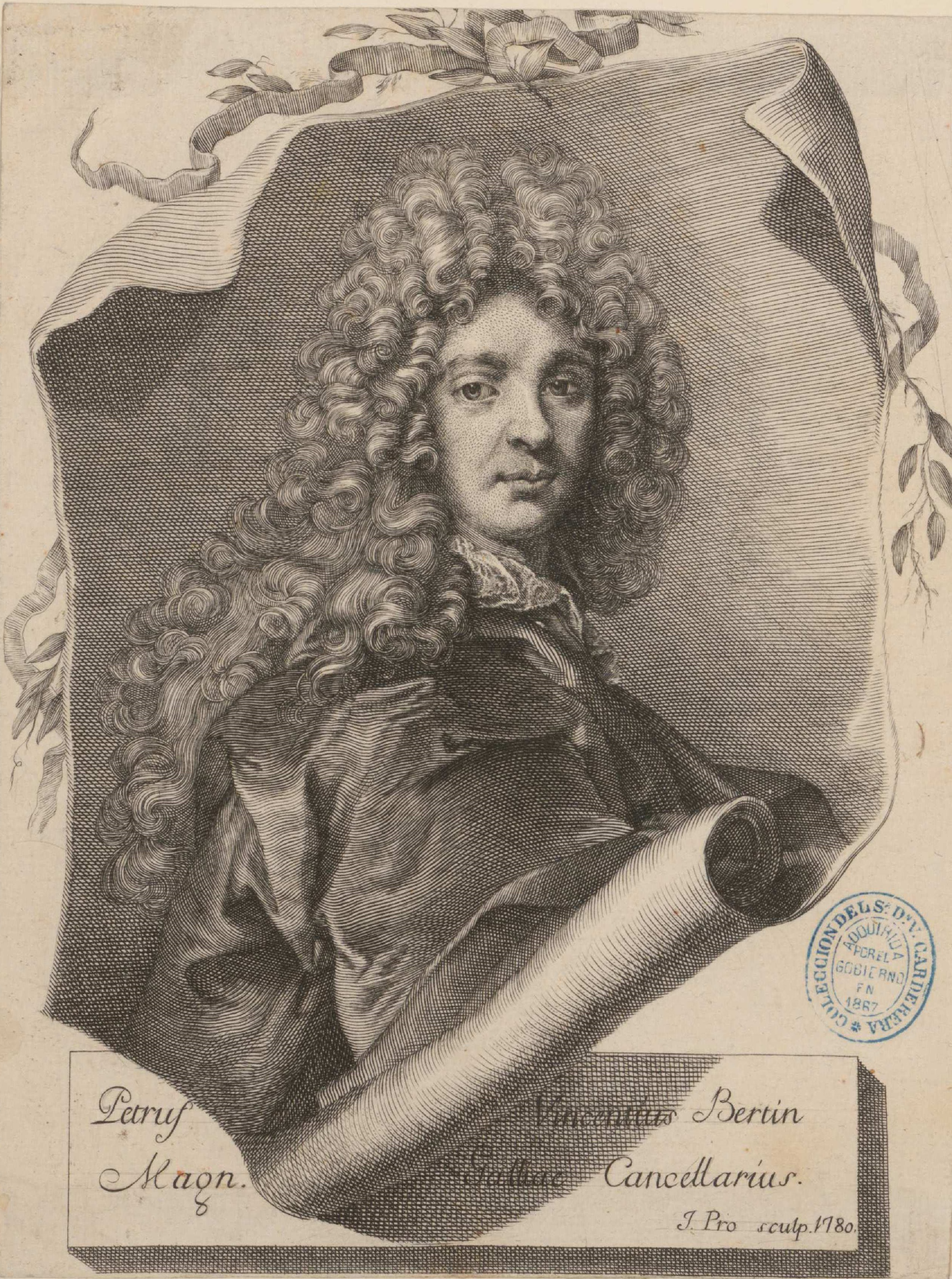
Retrato de Pierre-Vincent Bertin, 1780. Biblioteca Nacional de España.

Joaquín Pro (fl. 1780-1790) fue un grabador calcográfico español.
Se formó en la Real Academia de San Fernando donde tuvo como maestro a Manuel Salvador Carmona, que citó su nombre entre los artistas de segunda clase que bajo su dirección podrían trabajar en la serie de Retratos de los Españoles ilustres promovida por la Real Calcografía, aunque finalmente ninguno de los retratos que la formaron lleva su firma. Sí participó con una vista del arsenal de La Carraca (1785) en otro de los proyectos de la Real Calcografía, la serie incompleta de Vistas de los puertos de mar de España, y en las ilustraciones de las ediciones cervantinas de Antonio Sancha por dibujos de José Jimeno —Novelas ejemplares, 1783, y La Galatea, 1784, con tres grabados en cada caso— así como en los grabados del primer tomo del Atlas marítimo de España de Vicente Tofiño de San Miguel, publicado en 1787, empresas todas ellas muy del gusto del pensamiento ilustrado y sufragadas con dinero público.
En forma de estampas sueltas pueden mencionarse el retrato fechado en 1780 del financiero y coleccionista de arte francés Pierre-Vincent Bertin, basado en una pintura al óleo de Nicolas de Largillière de 1689, y el adorno de la fachada de la casa del conde de Tepa en 1785 con motivo del paso de los reyes camino de Atocha para dar gracias a la Virgen por las bodas de los infantes de Portugal y de España, grabado por dibujo de Antonio Carnicero.